# Storthyngomerus tridentatus
Storthyngomerus tridentatus là một loài ruồi trong họ Asilidae. Storthyngomerus tridentatus được Fabricius miêu tả năm 1805.